# Acanthochondria phycidis
Acanthochondria phycidis är en kräftdjursart som först beskrevs av R. Rathbun 1886.  Acanthochondria phycidis ingår i släktet Acanthochondria och familjen Chondracanthidae. Inga underarter finns listade i Catalogue of Life.